# Duc Paul
Le duc Paul (en latin dux [Flavius] Paulus, en espagnol duque [Flavio] Paulo) est un dux wisigoth de la fin du VIIe siècle ; il se rebelle contre le royaume wisigoth et est proclamé roi de Septimanie en 673.

## Biographie

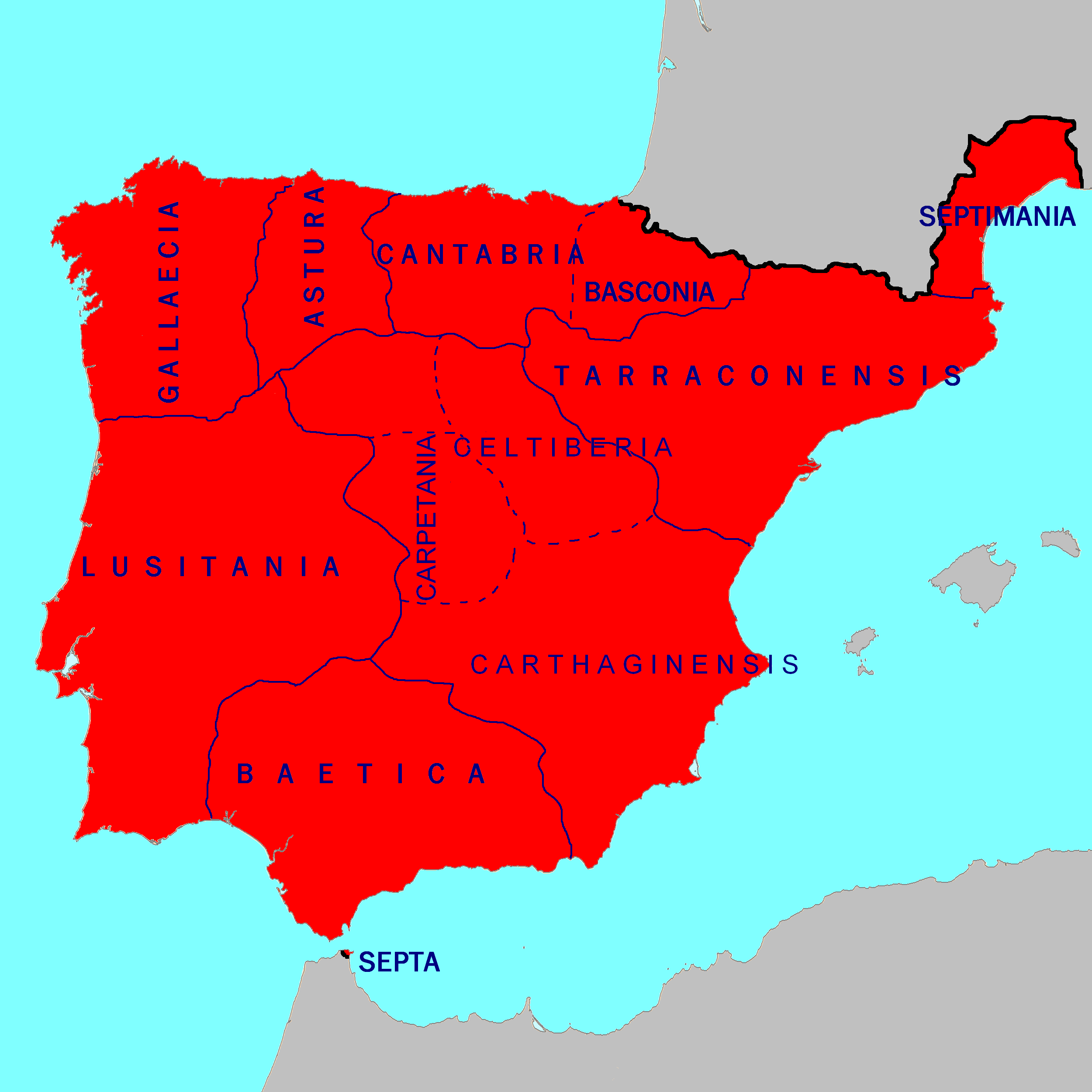
Le royaume wisigoth vers 700.

En 672, peu après l'élection du nouveau roi wisigoth d'Hispanie et de Septimanie, Wamba, une révolte aristocratique éclate en Septimanie, c'est-à-dire la partie wisigothique de la Gaule ou Gothie ; Hildéric, comte wisigoth de Nîmes refuse cette élection et cherche à se rendre indépendant. Wamba, occupé dans le nord de la péninsule Ibérique à combattre les montagnards basques, y envoie le duc Paul qui, finalement, se rebelle lui aussi contre le vieux monarque et prend la tête de la révolte, rallié notamment par Hildéric et par Ranosind, duc wisigoth de la Tarraconaise. Il est couronné roi de Septimanie et de la Tarraconaise à Narbonne, capitale de la Septimanie, avec l'appui des autochtones, des Juifs, et des Francs du roi mérovingien Childéric II. Pour la cérémonie, on se sert d'une couronne en or que le roi Récarède avait offert à une église de Gérone. Pour la première fois, la Septimanie (dominée par les Wisigoths depuis le Ve siècle), veut se rendre indépendante du royaume wisigoth d'Espagne dont la capitale est Tolède, située au cœur de la péninsule Ibérique.
Paul, plein de confiance, envoie une lettre provocatrice à Wamba :
« Au nom de Dieu, Flavius Paul roi souverain des parties orientales, à Wamba roi des parties méridionales d'Espagne. Faites-nous savoir, généreux et brave guerrier, et apprenez-nous, seigneur qui habitez les bois et les rochers, si vous avez déjà surmonté les plus rudes sentiers et les défilez des montagnes ; si comme un lion rugissant vous avez traversé les plus épaisses forêts, et les bois les plus sombres ; si vous avez surpassé l'activité des cerfs et des biches, et la force des sangliers et des ours dans votre marche ; car si tout a réussi à votre gré, et que vous vous hâtiez de venir vers nous pour nous faire entendre le chant du rossignol, et que comme un vaillant capitaine vous soyez résolu de nous combattre, vous n'avez qu'à descendre des montagnes qui nous séparent, vous trouverez un athlète qui vous attend dans la plaine, et avec qui vous pourrez mesurer votre épée. »

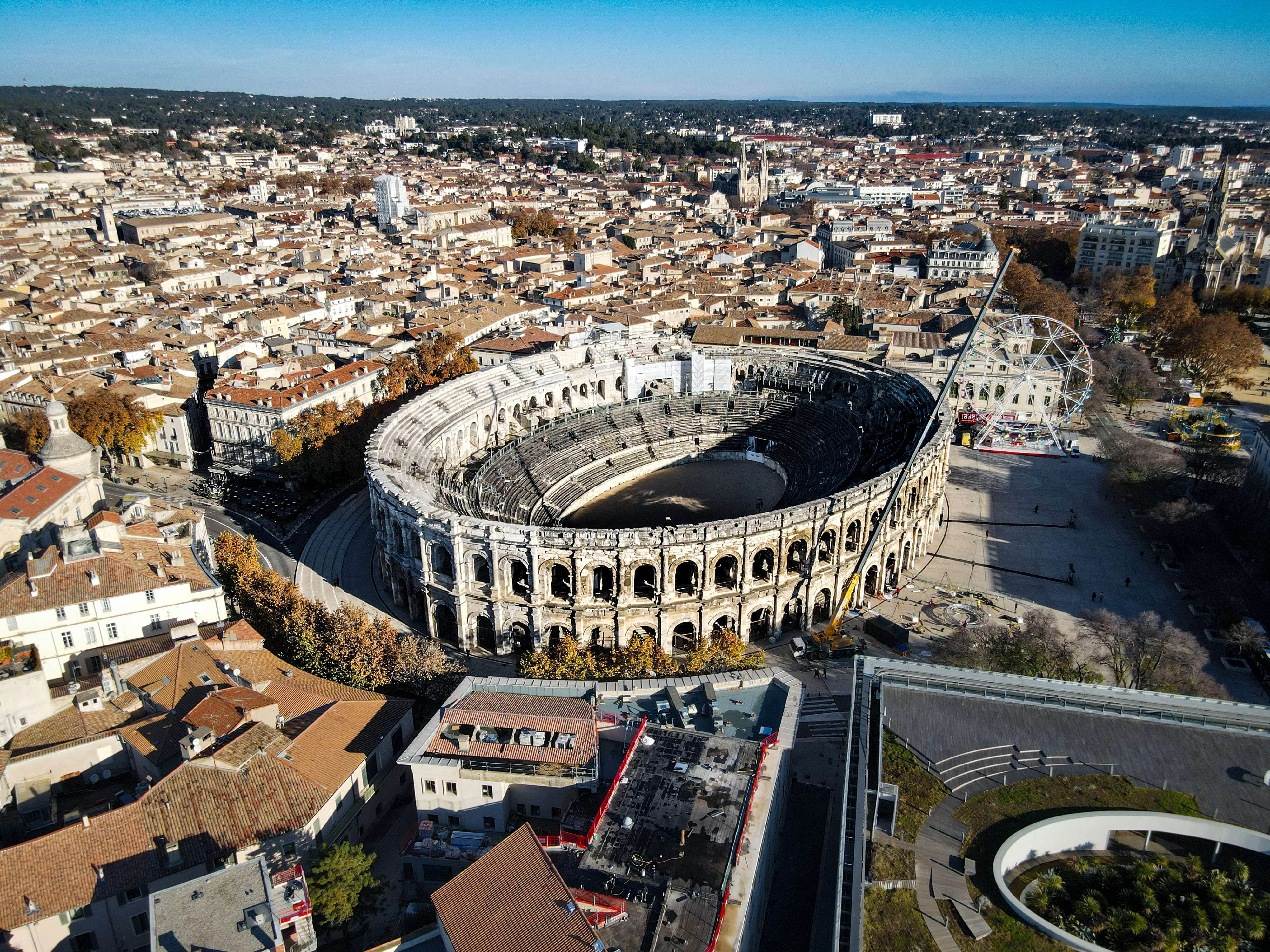
Les arènes de Nîmes.

Pour toute réponse aux rodomontades de Paul, Wamba se met en état d'aller le chercher jusque dans le centre de son prétendu royaume. Au printemps 673, le roi Wamba, qui se trouve en Cantabrie pour combattre les montagnards, intervient en personne avec ses troupes. La résistance de Paul ne dure pas ; de Narbonne, où il laisse à Wittimir, l'un de ses complices, le soin de défendre la ville, il fuit à Nîmes avec ses soutiens. Assiégé dans les arènes, il est abandonné par les habitants de la ville qui se retournent contre les rebelles. Après être resté trois jours enfermé dans l'amphithéâtre, Paul, insulté par ses soldats se dépouille de ses vêtements royaux et décide de se rendre et de demander pardon à Wamba (septembre 673). Tondu (cheveux et barbe), coiffé d'une couronne de cuir (pour l'humilier) et couverts d'habits grossiers, il est ramené à Tolède et fut promené dans les rues de la ville. Son « règne » en Septimanie n'aura duré que quelques mois.
Wamba lui laissera la vie sauve mais le condamnera à la détention à vie. Selon Luc de Tuy, Paul eut les yeux arrachés, peine réservé dans le royaume wisigoth aux rebelles.

## Sources primaires
- Julien II de Tolède, Histoire de Wamba